# Plokščiai
Plokščiai (hist. pol. Błogosławieństwo) – wieś na Litwie, w okręgu mariampolskim, w rejonie szakowskim, siedziba gminy Plokščiai. W 2011 roku liczyła 378 mieszkańców.
Za Królestwa Polskiego wieś była siedzibą gminy Błogosławieństwo w powiecie władysławowskim, w guberni suwalskiej.